# Aegon Nottingham Challenge 2014
El Aegon Nottingham Challenge 2014 fue un torneo de tenis profesional jugado en canchas de hierba. Se disputó la 4ª edición del torneo que formó parte del circuito ATP Challenger Tour 2014. Se llevó a cabo en Nottingham, Inglaterra entre el 9 y el 15 de junio de 2014.

## Jugadores participantes del cuadro de individuales
| Favorito | País                      | Jugador       | Rank1 | Posición en el torneo |
| -------- | ------------------------- | ------------- | ----- | --------------------- |
| 1        | Bandera de Japón          | Go Soeda      | 103   | Primera ronda         |
| 2        | Bandera de Luxemburgo     | Gilles Müller | 113   | Cuartos de final      |
| 3        | Bandera de Alemania       | Andreas Beck  | 123   | Primera ronda         |
| 4        | Bandera de Japón          | Tatsuma Ito   | 126   | Cuartos de final      |
| 5        | Bandera de Australia      | Samuel Groth  | 138   | FINAL                 |
| 6        | Bandera de Japón          | Yūichi Sugita | 139   | Primera ronda         |
| 7        | Bandera de Rumania        | Marius Copil  | 151   | Cuartos de final      |
| 8        | Bandera de Estados Unidos | Rajeev Ram    | 157   | Semifinales           |

| Posición en el torneo   |
| ----------------------- |
| Primera y segunda ronda |
| Cuartos de final        |
| Semifinales             |
| FINAL                   |
| CAMPEÓN                 |

- 1 Se ha tomado en cuenta el ranking del 26 de mayo de 2014.

### Otros participantes
Los siguientes jugadores recibieron una invitación (wild card), por lo tanto ingresan directamente al cuadro principal (WC):
- Edward Corrie
- Kyle Edmund
- Oliver Golding
- Marcus Willis

Los siguientes jugadores ingresan al cuadro principal como exención especial (SE):
- Dimitar Kutrovsky

Los siguientes jugadores ingresan al cuadro principal con ranking protegido (PR):
- Sergei Bubka

Los siguientes jugadores ingresan al cuadro principal tras disputar el cuadro clasificatorio (Q):
- Michael Venus
- Nick Kyrgios
- Martin Fischer
- John-Patrick Smith

## Jugadores participantes en el cuadro de dobles

### Cabezas de serie
| Favorito | País                      | Jugador            | País                     | Jugador            | Rank1 | Posición en el torneo |
| -------- | ------------------------- | ------------------ | ------------------------ | ------------------ | ----- | --------------------- |
| 1        | Bandera de Estados Unidos | Rameez Junaid      | Bandera de Nueva Zelanda | Michael Venus      | 146   | CAMPEONES             |
| 2        | Bandera de Australia      | Paul Hanley        | Bandera de la India      | Divij Sharan       | 157   | Primera ronda         |
| 3        | Bandera de Tailandia      | Sanchai Ratiwatana | Bandera de Tailandia     | Sonchat Ratiwatana | 167   | Primera ronda         |
| 4        | Bandera de Alemania       | Philipp Marx       | Bandera de Alemania      | Dominik Meffert    | 206   | Cuartos de final      |

- 1 Se ha tomado en cuenta el ranking del 26 de mayo de 2014.

## Campeones

### Individual Masculino
- Nick Kyrgios derrotó en la final a  Samuel Groth, 7–63, 7–67

### Dobles Masculino
- Rameez Junaid /  Michael Venus derrotaron en la final a  Ruben Bemelmans /  Go Soeda, 4–6, 7–61, [10–6]